# جون بولبي
جون بولبي (بالإنجليزية: John Bowlby)‏ طبيب ومحلل نفسي بريطاني عاش بين عامي 1907م-1990م. مهتم بنمو الأطفال على وجه التحديد. وقد ولد في لندن لأسرة من الطبقة المتوسطة وكان الرابع بين ستة أطفال، ووالده كان جراحاً لدى الأسرة المالكة. وأما أمه فكانت شديدة الانشغال عنه، فكان لا يراها إلا ساعة واحدة يومياً، وقد كان من طبيعة عصره أن الاهتمام بالأطفال من قبل الوالدين والعطف عليهم من شأنه أن يؤدي إلى إفسادهم. ولذلك نشأ على يد مربية اهتمت به طوال فترة طفولته المبكرة، إلا أنها غادرت العائلة بعد أن أكمل عامه الرابع مما أثر على نفسيته كما لو كان فقد أمه. وفي سن السابعة أُرسل إلى مدرسة داخلية، كما كان حال كثير من الأطفال ممن هم بمثل وضعه الاجتماعي.
درس علم النفس في كلية ترينيتي في كامبريدج. وبعد التخرج عمل مع الأطفال الجانحين، ومن ثم عاد للدراسة فدرس الطب في لندن، وتخرج وهو في سن السادسة والعشرين، ودرس في معهد التحليل النفسي وتخرج منه وعمره ثلاثون سنة كمحلل نفسي. وتزوج وأنجب أربعة من الأبناء وتوفي على جزيرة سكاي في اسكتلندا.
في عام 1936م اهتم باضطرابات الأطفال الذين ينشأون في مؤسسات الرعاية وملاجئ الأيتام والذين تظهر لديهم مشكلات وجدانية متنوعة، فقد بدا له أن مثل هؤلاء الأطفال غير قادرين على الحب لافتقادهم فرصة تكوين تعلق قوي مع صورة الأم في طفولتهم المبكرة، ولاحظ بولبي أعراضاً مشابهة لدى أطفال نشئوا في أسر عادية لفترة لكنهم بعد ذلك عانوا من انفصال طويل، حيث أصبحوا أطفالاً مهتزين لدرجة أنهم أصبحوا دائمي الهرب من أية روابط أسرية، مثل هذه الملاحظات أقنعت بولبي بأننا لا نستطيع فهم النمو الإنساني دون الانتباه إلى علاقة الأم بالطفل.
وفي عام 1950م طلبت منه منظمة الصحة العالمية WHO تقريراً عن الصحة النفسية للأطفال الذين ليس لهم أسر، وهذا ساعده في الالتقاء بكثير من هؤلاء الأطفال، والالتقاء كذلك بالعلماء الذين لهم كتابات نظرية أو ممارسات في مجال رعاية الطفولة. وتوصل في تقريره إلى أن أهمية حب الأم لطفلها في مرحلة الرضاعة والطفولة بالنسبة لصحته النفسية يعادل أهمية الفيتامينات والبروتينات بالنسبة لصحته الجسمية.
لعل نشأة بولبي هي التي ساهمت في توجهه نحو هذا الاتجاه في الاهتمام بالعلاقة بين مقدم الرعاية وبين الطفل خصوصاً في المراحل المبكرة منها. واستفاد من تجربته الخاصة بتطوير نظرية تهتم بأنماط التعلق، وطرق تحسينها خصوصاً لمن يعانون مثل المعاناة التي مر بها ومنها انفصاله عن مربيته وبعده عن والدته وقسوة أسلوب المعاملة الوالدية التي تعرض لها في طفولته.

## نظرية التعلق
لابد أن نُعرف التعلق قبل الخوض في تفاصيل هذه النظرية. وفي اللغة عَلِق: علق بالشيء علقاً، وعلقه نشب فيه.
ويعرف بولبي التعلق بأنه: «نزعة فردية داخلية لدى كل إنسان تجعله يميل لإقامة علاقة عاطفية حميمة مع الأشخاص الأكثر أهمية في حياته، تبدأ منذ لحظة الولادة وتستمر مدى الحياة».
وهذا التعريف لبولبي يبين لنا أن هناك نزعة لدى كل إنسان تهدف للارتباط بالناس الأكثر أهمية في حياته، وهذه النزعة بحسب تعريف بولبي فطرية فهي تبدأ منذ الولادة وهي نزعة مستمرة حتى الموت.
	وأيضاً يرتبط بمفهوم التعلق مفهوم آخر وهو قلق الانفصال والذي يعرف بأنه: «القلق من خسارة أو ابتعاد الشخص الذي نحب والذي هو مصدر التعلق». فهو أثر مرتبط بالتعلق وعلامة من علامات أو دلالات نمط التعلق كما سيأتي في هذا البحث.
ويرى بولبي أننا نستطيع فهم السلوك الإنساني فقط إذا وضعنا في اعتبارنا البيئة التي يتكيف معها والتي تطور فيها. ويشعر الإنسان بالحاجة للحماية ولذلك يلجأ للمجموعات، والتي تتعاون فيما بينها لصد المعتدين وحماية الصغار والمرضى، والأطفال الصغار دوماً بحاجة لآلية تحفظ لهم أن يكونوا قريبين من آبائهم، ومن هنا تطور لديهم سلوك التعلق والإيماءات والإشارات التي تحسن وتحقق الاقتراب ممن يقومون بالرعاية.
أحد الإشارات الواضحة صرخة الطفل عندما يشعر بالألم أو الخوف فهي عبارة عن نداء استغاثة، تدفع الوالدين أو أحدهما إلى الطفل للتحقق من المشكلة. كما أن ابتسامة الطفل إشارة أخرى لسلوك التعلق، فالطفل عندما يبتسم لوالديه يشعرون بالحب والاستمتاع بالقرب.
وقد واصل بولبي البحث والتنظير في تأثير الإيداع في المؤسسات والحرمان الوالدي على الأطفال، وقد أشار إلى أهمية الروابط الوجدانية أو التعلق في حياة الفرد، حيث أن هذه الروابط تحمي حياة الطفل من خلال حب أمه ورعايتها المستمرة له، فهي وظيفة بقائية أساسية في حياة الطفل. كما أنها من أهم أسس الصحة النفسية للطفل والأم، وكذلك فهي المؤثر الرئيسي في الأداء الوظيفي للشخصية، وهي تضع أسس الاتجاهات نحو الحياة والناس والعلاقات والمستقبل، وتأثر التعلق الوالدي يرتبط بطبيعة العلاقة مع الآباء، وفي هذا الإطار يشير بولبي إلى وجود أربعة أنواع من التعلق هي:
1. التعلق الآمن بالأب فقط.
2. التعلق الآمن بالأم فقط.
3. التعلق الآمن بالوالدين معاً.
4. التعلق غير الآمن بالأب أو الأم أو الوالدين معاً.[3]

فالفكرة الأساسية لدى بولبي أن هناك طفل وهناك قائم بالرعاية لهذا الطفل (والطبيعي أن يكون الوالدين) وهناك صيغ أو أنواع لهذا التعلق، وهذه الصيغ يمكن أن تتعدد وتتنوع لكنها في مجملها النهائي تعود إلى تعلق آمن أو غير آمن. فالآمن يحقق للطفل السعادة ويساعده في نموه من جميع النواحي، أو تعلق غير آمن يكون حجر عثرة في حياة الطفل.

## مراحل تطور التعلق
يرى بولبي أن تعلق الرضيع بمقدم الرعاية يتطور من خلال أربعة مراحل أساسية هي:
1.	مرحلة ما قبل التعلق:

وهي المرحلة العمرية ما بين الولادة وحتى ستة أسابيع. حيث لا يكون الرضيع قادراً على التمييز الاجتماعي، وتتميز هذه المرحلة بقلة الاستجابات الواضحة نحو مقدم الرعاية. والرضيع في هذه المرحلة يستجيب للعديد من المثيرات بغض النظر عمن يقدمها.
2.	مرحلة تكوين التعلق:

وتمتد هذه المرحلة من الأسبوع السادس وحتى الشهر الثامن. وتتميز بظهور قدرات جديدة عند الطفل، حيث يكون قادراً في هذه المرحلة على التمييز بين الأشخاص المألوفين. ويستجيب للأم بشكل مختلف عن استجاباته للأشخاص الآخرين.
3.	مرحلة التعلق الواضح:

وهذه المرحلة تكون ما بين الشهر الثامن والسنتين، ويسعى فيها الطفل إلى البقاء وطلب القرب من الأم ويظهر لديه قلق الانفصال عن الأم، فيبكي ويصرخ عند مغادرة الأم. مما يشير بوضوح إلى التطور الانفعالي لديه، وأثر ذلك في التطور المعرفي. كما يظهر القلق لدى الطفل في هذه المرحلة من الأشخاص غير المألوفين أو ما يسمى بالقلق من الغرباء.
4.	مرحلة تشكيل العلاقات التبادلية:

هذه المرحلة تظهر بعد نهاية السنة الثانية، حيث يحدث تطور سريع في الجوانب اللغوية والمعرفية، وتزداد حصيلته اللغوية وقدرته على الحوار والمناقشة وفهم العوامل المسئولة عن حضور وغياب الأم.
هذه المراحل توضح لنا التحولات التي يمر بها تعلق الرضيع وكيفية تشكله، وتوضح بدقة ما يظهر لدى الرضيع من سلوكيات كالصراخ والتبسم التي هي مؤشرات على مستوى ونوع التعلق لدى الطفل.

## أنماط التعلق
إن طبيعة التعلق لدى الأطفال مع الأم أو مقدم الرعاية يمكن أن تحدد من خلال استجابات الأم لأطفالها وطريقتها في الاهتمام والحماية والمساعدة، وقد قسمت إينزورث أنماط سلوك التعلق إلى أربعة أنواع:
1.	التعلق الآمن:

وهم أقل قلقاً اجتماعياً، وأكثر ثقة بالنفس، يملكون طلاقة حوارية ومهارات في التفاعل والقبول الاجتماعي، وأكثر استقلالية وسيطرة على موقف التفاعل.
2.	التعلق المتجنب:

ويظهر الطفل في هذا النمط إهمال الأم وتجنبها عند انفصالها عنه، وعدم السرور عند عودتها.
3.	التعلق المتحير:

ويظهر ذلك في أشكال من السلوك المتناقض تجاه الأم، فيتأرجح السلوك ما بين الرغبة الشديدة للالتصاق بالأم. ثم الابتعاد عنها دون مبالاة، والاستقلال ثم التبعية سواء مع الأم أو الغرباء، وعدم الرغبة في التعبير والحوار، وقلة الحركة، والإحساس بالراحة والاستقلال في الأماكن الغريبة ثم القلق لعدم وجود الأم.
4.	التعلق المقاوم:

ويتمثل هذا النمط في انشغال الطفل بالأم سواء في وجودها أو بعد مغادرتها، وعدم الرغبة في الاستكشاف وإظهار الحزن والهلع عند مغادرة الأم، وتجنب الآخرين في وجود الأم أو في عدم وجودها، ثم الالتصاق القوي بالأم عند عودتها.
	الجدير بالذكر في هذه الأنماط التي توصل إليها بولبي وإينزوث وغيرهما من زملائهما كلها تمت بعد دراسات طولية ومستعرضة، وعبر تجارب كثيرة على الصغار سواء من البشر أو حتى القرود. وهذا يعزز قوة هذه النظرية ومبادئها التي لم تكن نتيجة افتراضات نظرية من عند أشخاص أو علماء بعيدين عن الميدان الحقيقي، أو نتاج دراسات محدودة على عدد بسيط من الأطفال.

## الانفصال
كان بولبي من أوائل من حذروا من الآثار الضارة المحتملة للانفصال بين الأبناء والآباء، وقد عمل حول ذلك مع روبرتسون، وتوصلا إلى أهمية مرافقة الأبوين للطفل المريض في المستشفيات لأن انفصاله عنهم يسبب معاناة شديدة للطفل. واهتم بولبي بمسائل التبني وتغيير محل تربية الطفل، وعدم تغييره إلا للضرورة، مع الاهتمام بمرحلة التعلق، وذلك لأن الانفصال حينها يكون أشد إيلاماً.
فالانفصال قلق يشعر به الطفل عند فقد القائم بالرعاية يجعله في حالة من الإحباط والتوتر، ولا بد من المهتمين به مراعاتها لآثارها التي قد تكون سلبية على حياته.

## مراحل قلق الانفصال
يرى فوربيز أن قلق الانفصال لدى الأطفال يمر بمراحل هامة وهي:
1.	المرحلة الأولية (الاحتجاج والبحث):

وفيها يحاول الطفل جاهداً أن يحتج ويبكي على انفصاله عن الأب أو الأم، مع إصراره على البحث عنهم أو حتى اللحاق بهم إذا أمكن.
2.	مرحلة اليأس:

وهنا يدرك الطفل أن الأب أو الأم غير موجودين، وأنه لن يتمكن من اللحاق بهم، حيث تظهر ملامح اليأس والإحباط عليه، ويرفض فيها الاستجابة للآخرين من حوله.
3.	مرحلة الانفصال:

وفيها يبدأ الطفل بفصل جميع المشاعر والروابط العاطفية والانفعالية بالشخص الذي ابتعد عنه، كما أنه يقلل من تفاعلاته الاجتماعية مع الآخرين، ويقلل من اهتمامه بهم خوفاً من أن يبتعدوا عنه هم أيضاً.
وأكثر الأطفال معاناة من قلق الانفصال هم الأطفال من الشهر السادس وحتى سن ثلاث سنوات. ومن المتوقع أن يقل قلق الانفصال كلما كبر الطفل، لأنه يصبح أكثر اعتمادية على ذاته. ولقدرته المعرفية على التذكر بأن مقدم الرعاية إذا ذهب سيعود، مما يخفف من شعوره بالقلق.
وتشير بعض الدراسات إلى أن الأطفال بعد سن الخامسة وكذلك المراهقين قد يعانون من قلق الانفصال، وأن من يتعرض للانفصال تظهر عليهم علاماته كاليأس والإحباط والخوف، وقد يعانون من مشكلات سلوكية كالتبول اللاإرادي والكوابيس.

## تطبيقات نظرية التعلقالتربوية
أوضح بولبي أن هناك تخوف من البعض من أن هذا الانتباه الزائد الذي ينادي به قد يؤدي إلى الإفساد، فكان رد بولبي مثل رد جيزيل، حيث أن التطور يزود الأطفال بالإشارات والإيماءات التي تحسن النمو الصحيح لديهم وأنه من الحكمة أن نستجيب لهم، فعلى الآباء أن يلبوا صرخات أطفالهم ويردوا على ابتساماتهم ويستجيبوا لمناغاتهم وغيرها. فالأطفال مجهزين بيولوجيا لكي يرشدونا لما يحتاجون، وعلاقتنا معهم سوف تتطور بكل سعادة إذا تتبعنا مبادراتهم.
	ولقد دعمت أبحاث إينزورث آراء بولبي، فالآباء الذين استجابوا بحساسية وكفاءة لإشارات أطفالهم، تكون لدى أبنائهم في عمر السنة الأولى تعلق آمن، وكان بكائهم أقل واستقلاليتهم أكثر. مثل هؤلاء الأطفال يعرفون أين يجدون الآباء، فهم لا ينزعجون كثيراً حول وجود الأم، ويستخدمونها كقاعدة آمنة ينطلقون منها للاستكشاف، ومع ذلك فهم يعيدون النظر سريعاً للخلف وقد يعودون إليها من وقت لآخر، ثم يستأنفون بسرعة مغامراتهم. ويرى بولبي أن على الأب أن يكون متواجداً عن قرب أو ملتصقاً بالطفل بكل حب. وأن ذلك يساعد في إتاحة الفرص للأطفال لكي يواصلوا اهتماماتهم الخاصة، بتزويد الأطفال بقاعدة آمنة ينطلقوا منها للاستكشاف.
وكلما كبر الأطفال فإنهم يقضون باختيارهم فترات متزايدة بعيدين عمن يقومون برعايتهم. فطفل الخامسة يمكنه الذهاب للمدرسة، كما أن المراهقين يتمكنون من قضاء فترات أطول تصل لأيام وحتى لشهور بعيداً عن أسرهم، ويكونون قادرين على مواجهة الحياة بمزيد من الثقة عندما يكون لديهم قاعدة آمنة من الأهل والأصدقاء.
ولعل من أهم التطبيقات التربوية أيضاً لهذه النظرية برأي الباحث أن هذه النظرية تفسر كثيراً من سلوكيات الأطفال في المراحل المبكرة من الدراسة فكثير من مدارسنا الابتدائية تعاني خصوصاً في الشهر الأول من الدراسة كثيراً في التعامل مع الأطفال في الصف الأول الابتدائي الذي نمط تعلقهم غير آمن حيث يكونوا محل إشغال للمعلمين وأولياء أمورهم، ويعاني الجميع حتى يستقر هؤلاء الأطفال وينسجموا مع البيئة المدرسية.